# Monica Jonsson
Monica Christina Jonsson (19 ottobre 1960) è un'ex sciatrice alpina svedese.

## Biografia
Specialista della discesa libera, Monica Jonsson vinse il titolo nazionale svedese nel 1975 e nel 1976; non prese parte a rassegne olimpiche e non ottenne piazzamenti in Coppa del Mondo o ai Campionati mondiali.

## Palmarès

### Campionati svedesi
- 2 ori (discesa libera nel 1975; discesa libera nel 1976)[1]